# KFC Heur-Tongeren
KFC Heur-Tongeren was een Belgische voetbalclub uit Tongeren. De club was aangesloten bij de KBVB met stamnummer 4600 en had zwart, wit en geel als clubkleuren.
De club speelde in de tweede helft van de 20ste eeuw als KV Heur VV.

## Geschiedenis
KV Heur VV sloot zich na de Tweede Wereldoorlog aan bij de Belgische Voetbalbond. Heur ging er in de provinciale reeksen spelen.
KV Heur VV bleef in de laagste provinciale reeksen spelen. Het werd er zelfs meermaals laatste in zijn reeks in vierde provinciale, het allerlaagste niveau. In het seizoen 2008/09 wist Heur VV voor het eerst promotie af te dwingen in en klom de club naar derde provinciale. In het seizoen 2011/12 wist de club via de eindronde zelfs al verder door te stoten naar tweede provinciale.
Tijdens het seizoen 2013/14 kwam het tot fusiegesprekken met het naburige KSK Tongeren. Tongeren was bij de KBVB aangesloten met stamnummer 54, had het grootste deel van zijn bestaan in de nationale reeksen gespeeld, waaronder twee seizoenen in eerste klasse. Na enkele opeenvolgende degradaties was KSK Tongeren in 2013 echter weggezakt naar tweede provinciale, waar het opnieuw op een degradatieplaats strandde. In 2014/15 gingen beide clubs nauw samenwerken en het eerste elftal zou verder spelen onder stamnummer 4600. KV Heur VV werd hernoemd tot KFC Heur-Tongeren en men speelde voortaan verder in tweede provinciale. De jeugd bleef voorlopig als overgang nog verder spelen binnen KSK Tongeren onder stamnummer 54. Sinds het seizoen 2015-2016 speelt de club in eerste provinciale. Door een interprovinciale eindronde te winnen, heeft de ploeg in juni 2017 de promotie naar het nationale voetbal, namelijk de Derde klasse amateurs, afgedwongen. Eind april 2018 speelde de promovendus meteen weer kampioen en klom zo naar de Tweede klasse amateurs. Na één seizoen in Tweede volgde in mei 2019 echter de degradatie naar de Derde klasse amateurs. 
Het seizoen 2019-2020 werd als gevolg van de coronacrisis voortijdig afgesloten door de Bondsinstanties. Na de 24 (van de 30) gespeelde wedstrijden prijkte KFCHT op een gedeelde tweede plaats in de algemene rangschikking (en op de eerste plaats in de stand voor de derde periode). Hierdoor promoveert de club, samen met reeksgenoten Lyra-Lierse, City Pirates Antwerpen en KVC Houtvenne, opnieuw naar de Tweede klasse amateurs die voortaan Tweede Afdeling heet.
In april 2021 werd de fusie met KSK Tongeren  dan toch een feit. De jeugdafdeling, die altijd met stamnummer 54 actief bleef, "slorpte" de eerste ploeg en de beloftenploeg (tot dan met stamnummer 4600) "op". De eengemaakte club gaat nu verder onder de naam KSK Tongeren met stamnummer 54 en met blauw-wit als clubkleuren. Stamnummer 4600 werd geschrapt. 

## Bekende (oud-)spelers
- Jordi Baur